# Єльшанка (станція метротрама)
«Ельшанка» — кінцева станція волгоградського метротрама, розташована після станції «ТЮГ».
Проектування станції здійснювалося колективом проектного інституту «Харківметропроект» у 1988-1989 роках.
Станцію було відкрито 1 грудня 2011 року у складі 2-ї черги волгоградського метротраму. 
Наземна частина, вестибюль і платформи загальним конструктивним рішенням трохи нагадують станцію «Піонерська», проте істотно відрізняються від неї архітектурою.
Розташована на правому схилі Єльшанського яру в районі Нижня Єльшанка.
Неподалік розташована однойменна залізнична станція Єльшанка.
З південного вестибюля — вихід на нову залізничну платформу для пересадки на електропоїзди південного напрямку.
За станцією для обороту рухомого складу передбачено не розворотне кільце, а камера з'їзду з тупиком.